# Głębokie Jezioro (gmina Kartuzy)
Głębokie Jezioro (kaszb. Jezoro Głãbòczé) – wytopiskowe jezioro lobeliowe we wsi Sitno w północnej Polsce, w województwie pomorskim, w powiecie kartuskim, w gminie Przodkowo, na obszarze Pojezierza Kaszubskiego ("Kartuski Obszar Chronionego Krajobrazu").
Według urzędowego spisu opracowanego przez Komisję Nazw Miejscowości i Obiektów Fizjograficznych (KNMiOF) nazwa tego jeziora to Głębokie Jezioro. W różnych publikacjach i na mapach topograficznych jezioro to występuje pod nazwą Jezioro Głębokie.
Powierzchnia zwierciadła wody według różnych źródeł wynosi od 44,7 ha przez 51,0 ha do 56,6 ha.
Zwierciadło wody położone jest na wysokości 159,9 m n.p.m. Średnia głębokość jeziora wynosi 6,2 m, natomiast głębokość maksymalna 18,2 m lub 20,9 m.
W oparciu o badania przeprowadzone w 1992 roku wody jeziora zaliczono do II klasy czystości.
Dno muliste. W północnej części jeziora torfowisko sfagnowe.